# Hobart International 2016
L'Hobart International 2016 è stato un torneo di tennis giocato sul cemento. È stata la 23ª edizione del torneo che fa parte della categoria International nell'ambito del WTA Tour 2016. Si è giocato al Hobart International Tennis Centre di Hobart in Australia, dal 10 al 16 gennaio 2016.

## Partecipanti

### Teste di serie
| Nazionalità | Giocatrice          | Ranking* | Testa di serie |
| ----------- | ------------------- | -------- | -------------- |
| Stati Uniti | Sloane Stephens     | 30       | 1              |
| Italia      | Camila Giorgi       | 35       | 2              |
| Slovacchia  | Dominika Cibulková  | 38       | 3              |
| Romania     | Monica Niculescu    | 39       | 4              |
| Stati Uniti | Madison Brengle     | 40       | 5              |
| Rep. Ceca   | Barbora Strýcová    | 42       | 6              |
| Francia     | Alizé Cornet        | 43       | 7              |
| Belgio      | Alison Van Uytvanck | 44       | 8              |
| Germania    | Mona Barthel        | 45       | 9              |

* Ranking al 4 gennaio 2016.

### Altre partecipanti
Giocatrici che hanno ricevuto una Wild card:
- Kimberly Birrell
- Maddison Inglis
- Jarmila Wolfe

Giocatrici passate dalle qualificazioni:

- Kurumi Nara
- Kiki Bertens
- Laura Pous Tió
- Naomi Ōsaka

## Punti e montepremi
| Torneo              | Torneo              | V      | F      | SF     | QF    | 2T    | 1T    | Q  | Q3    | Q2  | Q1  |
| Singolare femminile | Punti               | 280    | 180    | 110    | 60    | 30    | 1     | 18 | 14    | 10  | 1   |
| Singolare femminile | Premi in denaro ($) | 43.000 | 21.400 | 11.300 | 5.900 | 3.310 | 1.925 | –  | 1.005 | 730 | 530 |
| Doppio femminile    | Punti               | 280    | 180    | 110    | 80    | -     | 1     | –  | –     | –   | –   |
| Doppio femminile    | Premi in denaro ($) | 12.300 | 6.400  | 3.435  | 1.820 | -     | 960   | –  | –     | –   | –   |

## Campionesse

### Singolare
Alizé Cornet ha sconfitto in finale  Eugenie Bouchard per 6-1, 6-2.
- È il quinto titolo in carriera per la Cornet, primo della stagione.

### Doppio
Han Xinyun e  Christina McHale hanno sconfitto  Kimberly Birrell e  Jarmila Wolfe per 6-3, 6-0.